# Takayuki Suzuki
Takayuki Suzuki (鈴木隆行 Suzuki Takayuki?; Hitachi, 5 giugno 1976) è un ex calciatore giapponese, di ruolo attaccante o centrocampista.

## Carriera

### Nazionale
Ha fatto il suo debutto internazionale nel 2001, e ha segnato il suo primo gol in nazionale il 2 giugno 2001, in una partita di Confederations Cup contro il Camerun.
Ha giocato anche la Coppa del Mondo del 2002; nella partita contro il Belgio riuscì a segnare il gol del pareggio.
Ha preso parte anche alla Coppa d'Asia del 2004, dove la propria Nazionale riuscì nell'impresa di vincere la competizione.

## Palmarès

### Club
- Campionato giapponese: 4

Kashima Antlers: 1996, 1998, 2000, 2001
- Campionato serbo: 2

Stella Rossa Belgrado: 2005-2006, 2006–2007
- Coppa di Serbia: 1

Stella Rossa Belgrado: 2006–2007
- USL First Division Commissioner's Cup: 1

Portland Timbers: 2009

### Nazionale
- Coppa d'Asia: 1

2004

#### Premi individuali
- FIFA Confederations Cup Silver Shoe: 1

2001

### Individuale
- J. League Cup Premio Nuovo Eroe: 1

2000